# Ромаріш
Ромаріш (порт. Romariz; МФА: [ʁu.mɐ.ˈɾiʃ]) — парафія в Португалії, у муніципалітеті Санта-Марія-да-Фейра. Розташована в західній частині країни, на теренах історичної португальської провінції Бейра. Входить до складу округу Авейру. За адміністративним поділом, чинним до 1976 року, терени парафії були складовою провінції Берегове Дору. Належить до Авейрівської діоцезії Католицької церкви. Патрон — святий Ісидор. Площа — 11,0799 км². Населення — 3023 ос. (2011). Середньо урбанізований регіон. Густота населення — 272,84 осіб/км²
. Код — 010922.

## Географія

Санта-Марія-да-Фейра (2013)
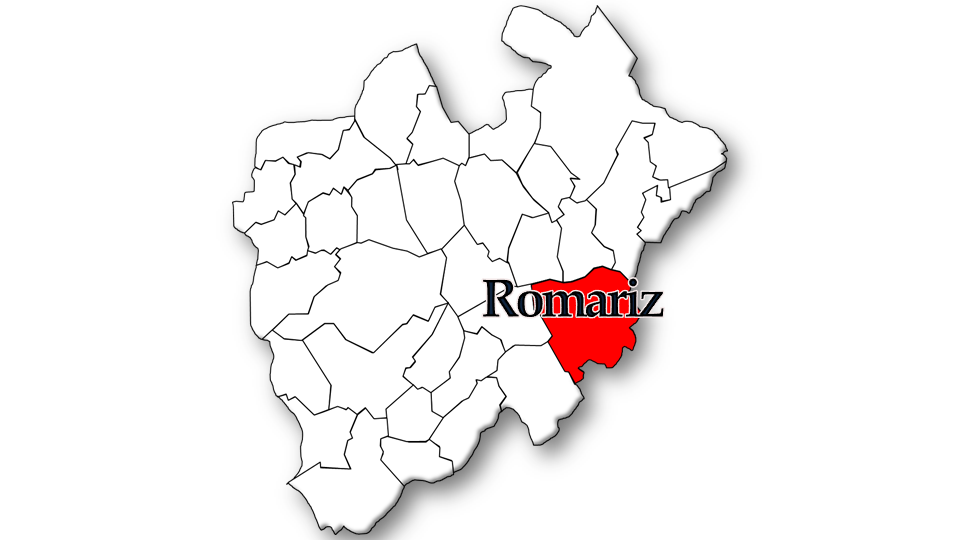
Ромаріш

## Населення
| Кількість мешканців | Кількість мешканців | Кількість мешканців | Кількість мешканців | Кількість мешканців | Кількість мешканців | Кількість мешканців | Кількість мешканців | Кількість мешканців | Кількість мешканців | Кількість мешканців | Кількість мешканців | Кількість мешканців | Кількість мешканців | Кількість мешканців |
| ------------------- | ------------------- | ------------------- | ------------------- | ------------------- | ------------------- | ------------------- | ------------------- | ------------------- | ------------------- | ------------------- | ------------------- | ------------------- | ------------------- | ------------------- |
| 1864                | 1878                | 1890                | 1900                | 1911                | 1920                | 1930                | 1940                | 1950                | 1960                | 1970                | 1981                | 1991                | 2001                | 2011                |
| 1 399               | 1 419               | 1 395               | 1 452               | 1 619               | 1 617               | 1 719               | 1 958               | 2 190               | 2 467               | 3 045               | 3 429               | 3 358               | 3 650               | 3 023               |